# Eleonora Anatoljewna Saweljewa

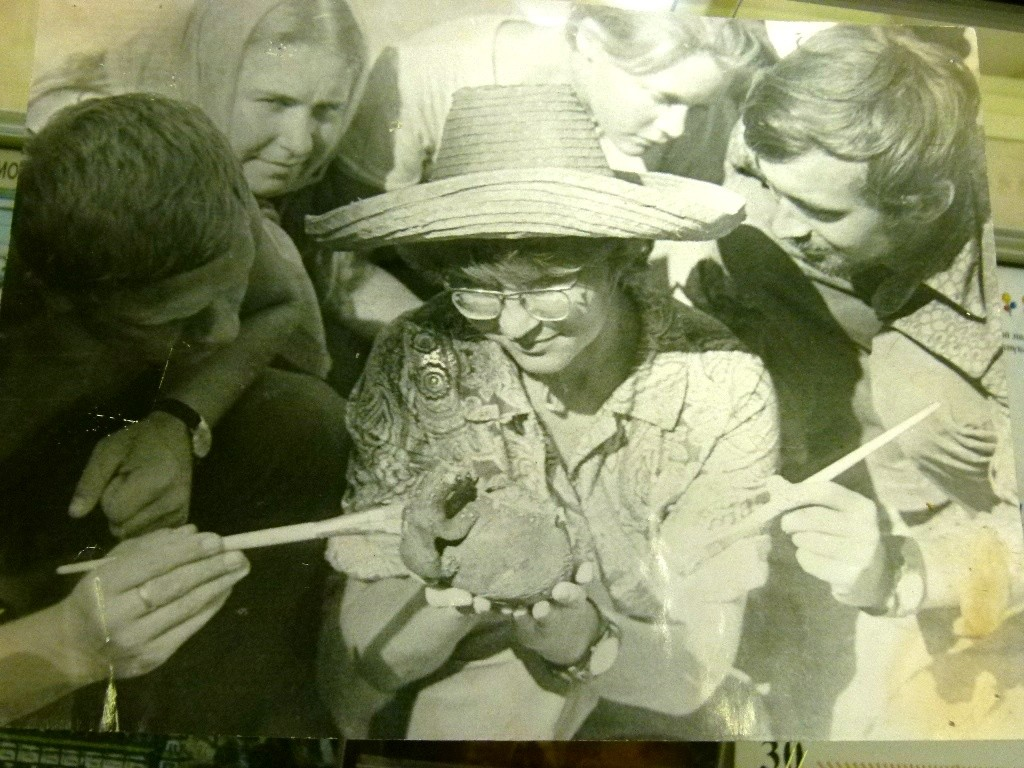
Eleonora Anatoljewna Saweljewa

Eleonora Anatoljewna Saweljewa (russisch Элеонора Анатольевна Савельева; * 15. November 1937 im Dorf Pyjedlino, Rajon Syssol, Komi ASSR) ist eine sowjetisch-russische Historikerin, Archäologin und Hochschullehrerin.

## Leben
Saweljewa studierte an der Staatlichen Gorki-Universität des Uralgebiets in Swerdlowsk an der geschichtswissenschaftlichen Fakultät mit Abschluss 1959.
Nach dem Studium wurde Saweljewa nach Syktywkar geschickt, um als Laborantin in der Abteilung für Geschichte, Ethnographie und Archäologie der Komi-Filiale der Akademie der Wissenschaften der UdSSR (AN-SSSR, seit 1991 Russische Akademie der Wissenschaften (RAN)) zu arbeiten. 1961 wurde sie dort wissenschaftliche Mitarbeiterin. Ihre Forschungsschwerpunkte waren die Ethnogenese der Komi und deren Geschichte im Mittelalter und die altrussische Kolonisation des europäischen Nordostens. Sie leitete die Ausgrabungen in dem Gebiet der Republik Komi und der Oblast Archangelsk, bei denen sie selbst mitarbeitete. Zu ihren besonderen Funden gehörten eine hölzerne Henkelschale in Form eines Bären, ein silbernes sassanidisches Rhyton in Form eines Rinderkopfes und ein eisernes Kettenhemd, die sich in der Eremitage befinden. 1969 verteidigte sie mit Erfolg im Moskauer Institut für Archäologie der AN-SSSR ihre Dissertation über die Region Perm Wytschegodskaja (Republik Komi und Oblast Archangelsk) für archäologische Funde für die Promotion zur Kandidatin der Geschichtswissenschaften.
1972 wechselte Saweljewa an den Lehrstuhl für Geschichte der Staatlichen Universität Syktywkar. Sie wurde 1975 Dozentin, Dekanin der Geschichtswissenschaft-Fakultät (1977–1979) und 1982 Leiterin des Lehrstuhls für Geschichte der UdSSR.
1985 wurde Saweljewa als Ergebnis des Auswahlverfahrens Leiterin der Abteilung für Archäologie des Instituts für Sprache, Literatur und Geschichte des Komi-Wissenschaftszentrums der Ural-Abteilung der AN-SSSR in Syktywkar (bis 2008). 1991 wurde sie Wissenschaftliche Vizedirektorin des Instituts (bis 2001). 1995 verteidigte sie mit Erfolg im Moskauer Institut für Archäologie der RAN ihre Doktor-Dissertation über den europäischen Nordosten im Mittelalter für die Promotion zur Doktorin der Geschichtswissenschaften. Sie war Mitglied des Koordinierungsrats des Internationalen Komitees der Finnougristen.

## Ehrungen, Preise
- Komi-Komsomol-Preis (1969)[2]
- Verdiente Wissenschaftlerin der Komi ASSR (1987)
- Verdiente Wissenschaftlerin der Russischen Föderation (1998)[2]
- Staatspreis der Republik Komi für Wissenschaft (1998, 2001, 2011)[2]
- Gedenkmedaille der Frauenunion Russlands (2001)
- Orden der Freundschaft (2003)
- Ehrenveteranin der Ural-Abteilung der RAN (2014)
- Ehrenwissenschaftlerin der Republik Komi (2017)[5]